# Enric Rabassa
Josep Enric Rabassa Llompart, noto semplicemente come Enric Rabassa (Barcellona, 19 aprile 1920 – Barcellona, 29 dicembre 1980), è stato un allenatore di calcio e calciatore spagnolo.

## Carriera

### Allenatore
Comincia ad allenare l'UE Poble Sec di Barcellona nel 1953. Nell'estate del 1955 firma un contratto come tecnico delle giovanili del Barça, e a luglio del 1958 viene promosso a vice dei blaugrana. Il 12 gennaio 1960 diventa allenatore del CD Condal, ma, dopo l'esonero di Helenio Herrera, diventa tecnico ad interim del Barcellona, riuscendo a conquistare la Coppa delle Fiere del 1960. Una volta vinto il trofeo, ritorna al Condal, guidandolo per la stagione successiva. Il 3 novembre del 1961 passa ai canari del Tenerife. Successivamente allena il Deportivo La Coruña, il CE l'Hospitalet, l'Atlético Baleares e il Reus.

## Palmarès
- Coppa delle Fiere: 1

Barcellona: 1958-1960